# 십팔각형

정십팔각형

십팔각형(十八角形)(decoctagon)은 변과 각이 18인 다각형이다. 정십팔각형의 한 내각의 크기는 160도이고, 이에 따라 한 외각의 크기는 20도이며, 전체 내각의 크기는 2880도이다.
정구각형과 마찬가지로 정십팔각형도 60°의 삼등분이 불가능하므로 눈금이 없는 자와 컴퍼스만을 이용해서 작도할 수 없다. 다만 눈금 있는 자를 이용한 뉴시스 작도로는 정십팔각형의 작도가 가능하다.